# Escut antic de Conques

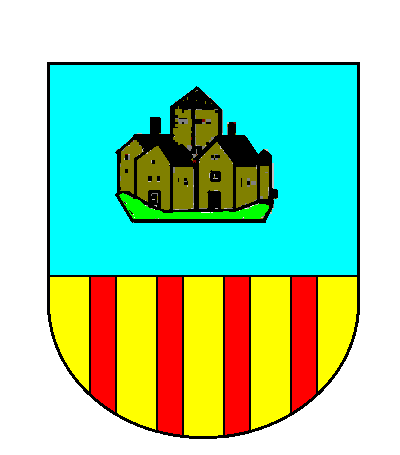
Escut antic de Conques

Antic escut municipal de Conques, al Pallars Jussà. Perdé vigència el 1970, any de creació del nou municipi d'Isona i Conca Dellà, que en un primer moment adoptà per a tot el nou terme l'escut antic d'Isona.

## Descripció heràldica
Una vista del poble, de colors naturals; peu d'or, quatre pals de gules.